# Leichtathletik-Europameisterschaften 2002/Speerwurf der Männer

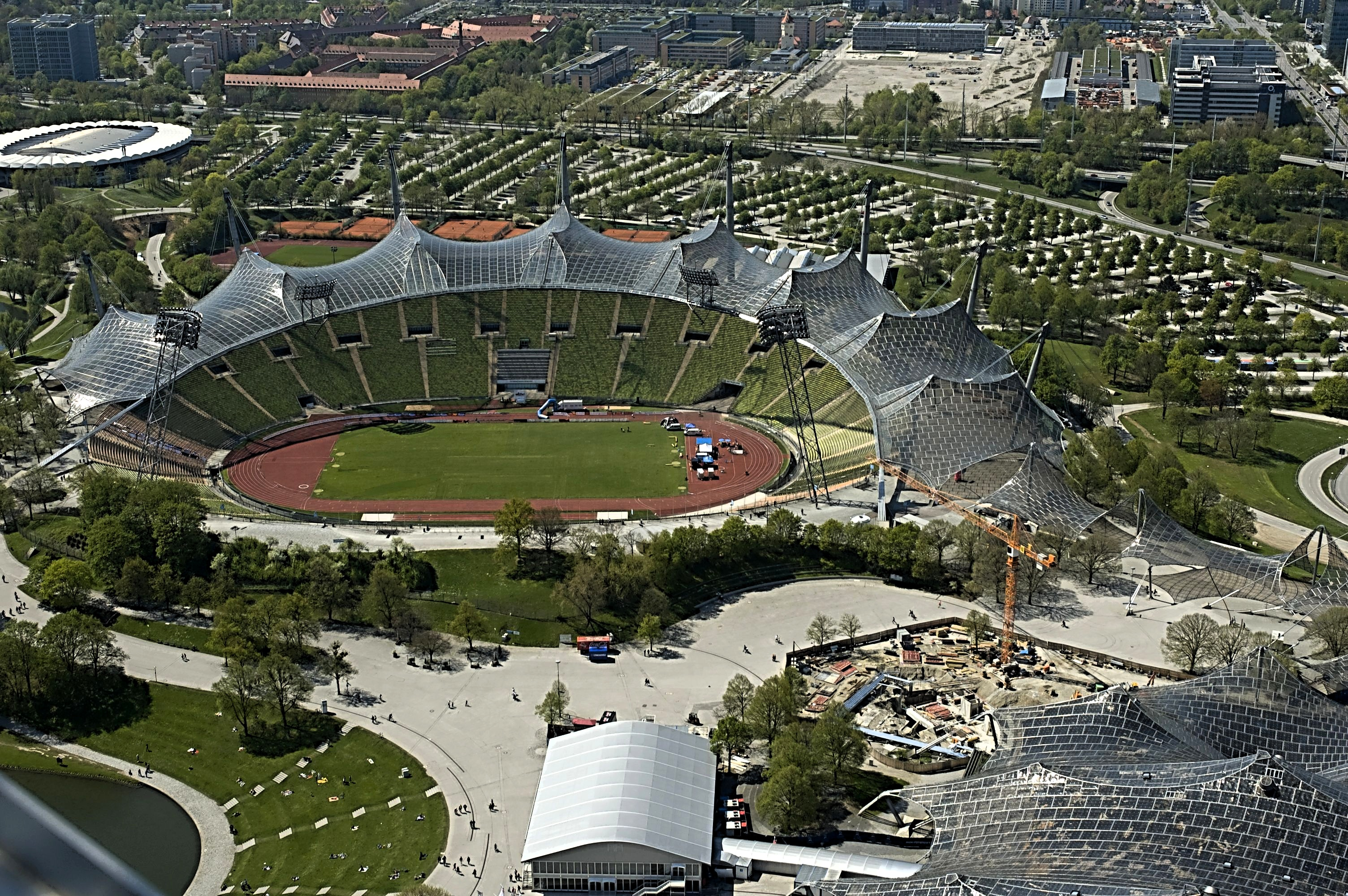
Das Olympiastadion in München von oben im Jahr 2009

Der Speerwurf der Männer bei den Leichtathletik-Europameisterschaften 2002 wurde am 7. und 9. August 2002 im Münchener Olympiastadion ausgetragen.
Seinen vierten Europameister-Titel in Folge errang der Brite Steve Backley. 1992 hatte er Olympiabronze, 1996 und 2000 jeweils Olympiasilber gewonnen. Außerdem war er 1995 und 1997 jeweils Vizeweltmeister geworden.
Rang zwei belegte der russische Olympiadritte von 1996 Sergei Makarow.
Bronze ging an den deutschen WM-Dritten von 1995 Boris Henry.

## Bestehende Rekorde
| Weltrekord           | 98,48 m | Jan Železný   | Jena, Deutschland   | 25. Mai 1996    |
| Europarekord         | 98,48 m | Jan Železný   | Jena, Deutschland   | 25. Mai 1996    |
| Meisterschaftsrekord | 89,72 m | Steve Backley | EM Budapest, Ungarn | 23. August 1994 |

Der bestehende EM-Rekord wurde bei diesen Europameisterschaften nicht erreicht. Die größte Weite erzielte der britische Europameister Steve Backley im Finale mit 88,54 m, womit er 1,18 m unter dem Rekord blieb. Zum Welt- und Europarekord fehlten ihm 9,94 m.

## Legende
Kurze Übersicht zur Bedeutung der Symbolik – so üblicherweise auch in sonstigen Veröffentlichungen verwendet:
| NM  | keine Weite (no mark) |
| ogV | ohne gültigen Versuch |
| –   | verzichtet            |
| x   | ungültig              |

## Qualifikation
7. August 2002
26 Wettbewerber traten in zwei Gruppen zur Qualifikationsrunde an. Sechs von ihnen (hellblau unterlegt) übertrafen die Qualifikationsweite für den direkten Finaleinzug von 82,00 m. Damit war die Mindestzahl von zwölf Finalteilnehmern nicht erreicht. Das Finalfeld wurde mit den sechs nächstplatzierten Sportlern (hellgrün unterlegt) auf zwölf Werfer aufgefüllt. So reichten für die Finalteilnahme schließlich 79,04 m.

### Gruppe A

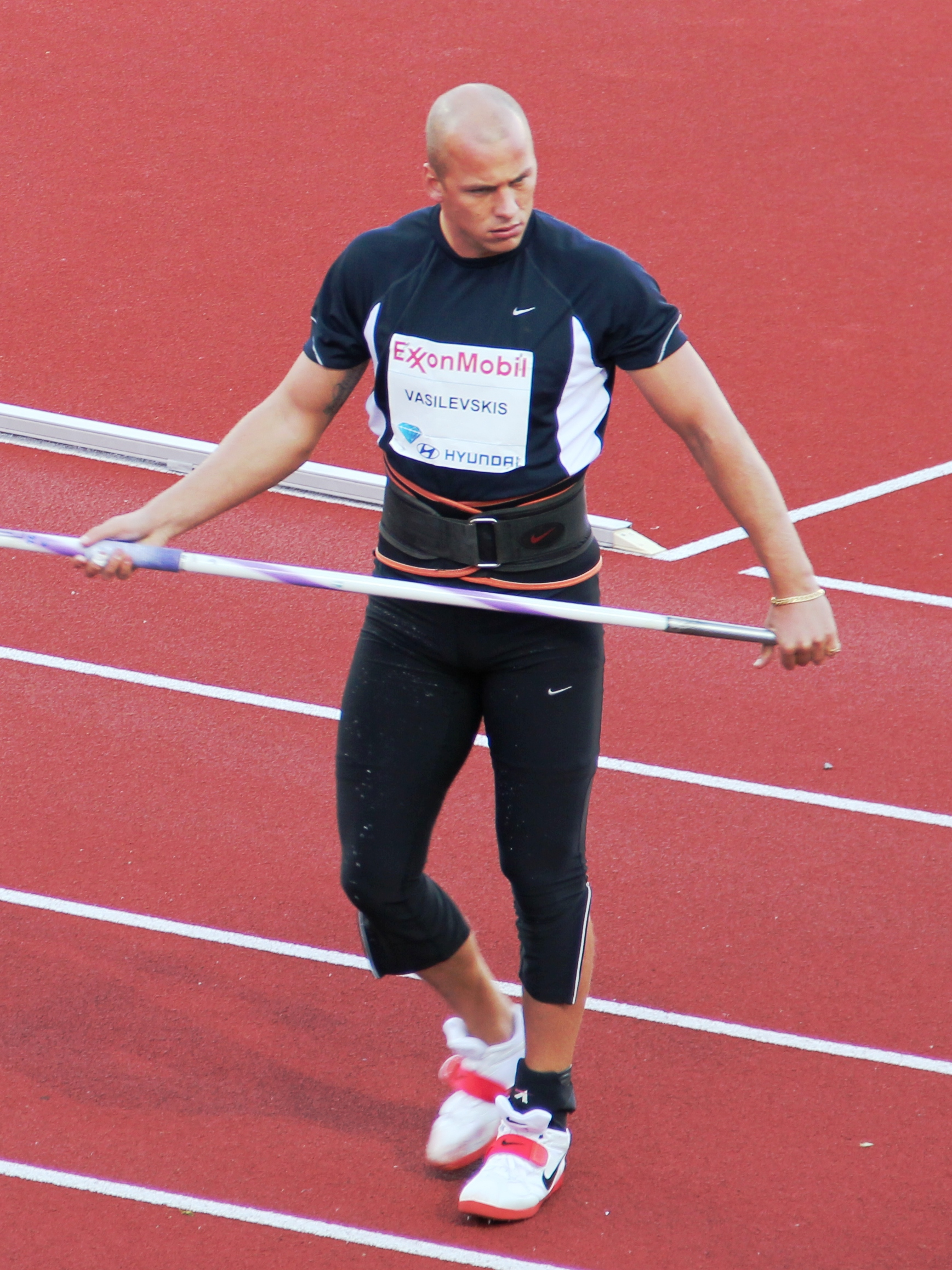
Vadims Vasiļevskis fehlte ein knapper Meter für die &Finalteilnahme

| Platz | Name               | Nation         | Weite (m) | 1. Versuch (m) | 2. Versuch (m) | 3. Versuch (m) |
| ----- | ------------------ | -------------- | --------- | -------------- | -------------- | -------------- |
| 1     | Steve Backley      | Großbritannien | 85,76     | 85,76          | –              | –              |
| 2     | Sergei Makarow     | Russland       | 83,24     | 81,39          | 83,24          | –              |
| 3     | Jan Železný        | Tschechien     | 82,44     | 78,97          | 82,44          | –              |
| 4     | Boris Henry        | Deutschland    | 83,31     | 83,31          | –              | –              |
| 5     | Dariusz Trafas     | Polen          | 80,28     | 79,84          | 79,67          | 80,28          |
| 6     | Mick Hill          | Großbritannien | 79,38     | 75,13          | 79,38          | x              |
| 7     | Harri Haatainen    | Finnland       | 79,25     | 71,77          | 78,04          | 79,25          |
| 8     | Ari Pakarinen      | Finnland       | 79,04     | 70,07          | 73,77          | 79,04          |
| 9     | Vadims Vasiļevskis | Lettland       | 78,20     | 78,20          | 73,34          | x              |
| 10    | Gergely Horváth    | Ungarn         | 77,93     | 77.04          | 77,93          | 76,71          |
| 11    | Vadim Bavikin      | Israel         | 77,73     | 77,73          | 75,73          | 74,99          |
| 12    | Felix Loretz       | Schweiz        | 73,29     | 72,19          | 73,29          | 71,34          |
| 13    | Richard Knudsen    | Dänemark       | 73,27     | 73,27          | x              | 64,29          |

### Gruppe B

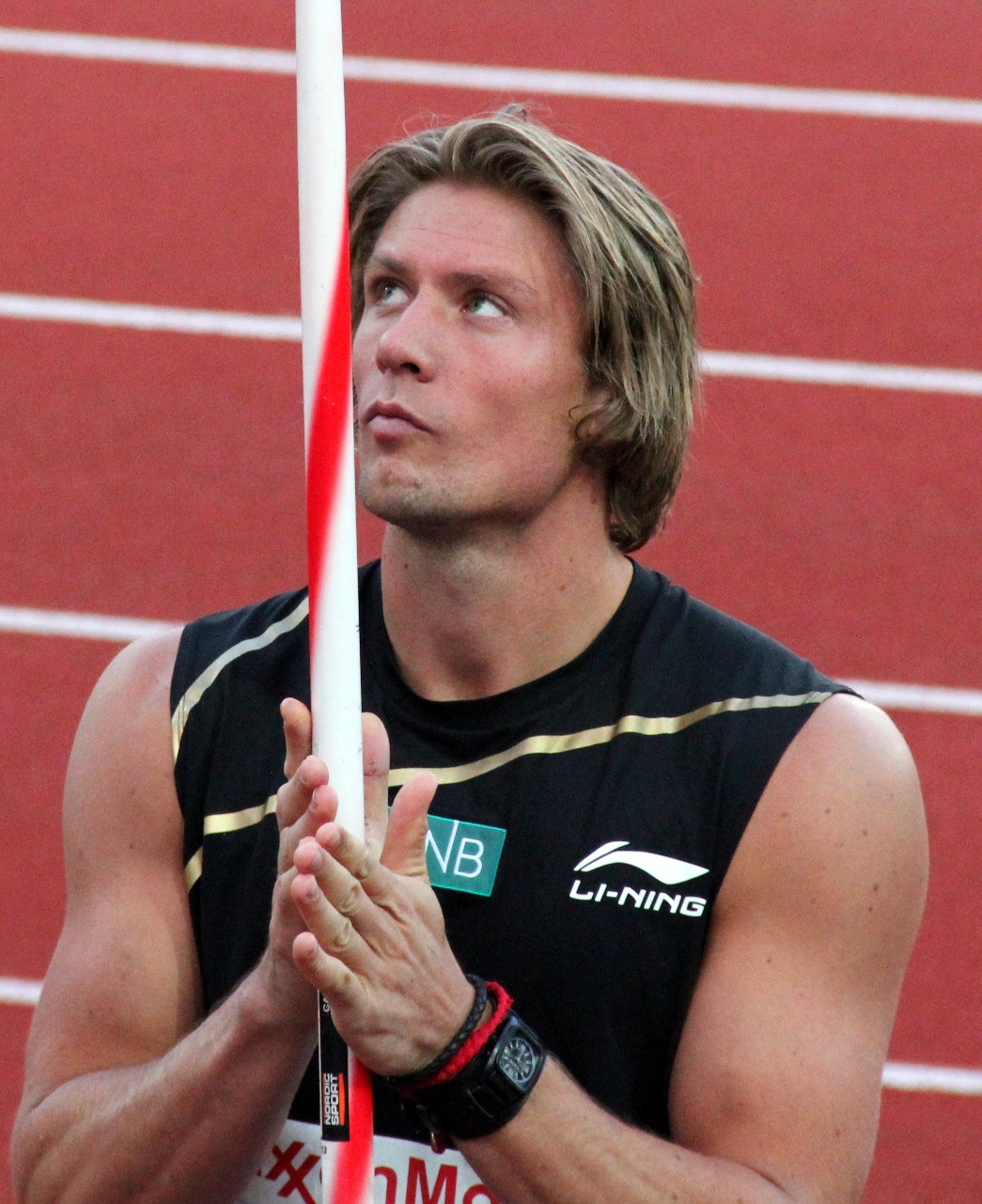
Hier reichte es für Andreas Thorkildsen  noch nicht ins Finale – später war er je zweimal Europameister und Olympiasieger sowie einmal Weltmeister
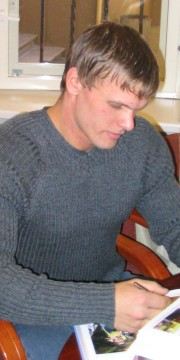
Andrus Värniks 75,66 m  waren zu wenig für die Finalteilnahme

| Platz | Name                | Nation         | Weite (m) | 1. Versuch (m) | 2. Versuch (m) | 3. Versuch (m) |
| ----- | ------------------- | -------------- | --------- | -------------- | -------------- | -------------- |
| 1     | Ēriks Rags          | Lettland       | 84,05     | 76,55          | 84,05          | –              |
| 2     | Alexander Iwanow    | Russland       | 82,60     | 77,94          | 77,77          | 82,60          |
| 3     | Raymond Hecht       | Deutschland    | 81,86     | 81,86          | 81,85          | –              |
| 4     | Aki Parviainen      | Finnland       | 81,49     | x              | 81,49          | –              |
| 5     | Björn Lange         | Deutschland    | 78,80     | 78,80          | x              | 78,75          |
| 6     | Gregor Högler       | Österreich     | 78,40     | 78,40          | x              | k. A.          |
| 7     | Andreas Thorkildsen | Norwegen       | 78,36     | 75,18          | 78,36          | x              |
| 8     | Rajmund Kółko       | Polen          | 78,05     | 78,05          | x              | 74,94          |
| 9     | Miroslav Guzdek     | Tschechien     | 75,84     | 69,99          | 75,84          | 71,55          |
| 10    | Andrus Värnik       | Estland        | 75,66     | x              | x              | 75,66          |
| 11    | Joachim Kiteau      | Frankreich     | 72,29     | 64,56          | 72,29          | x              |
| 12    | Nick Nieland        | Großbritannien | 71,92     | x              | 71,92          | x              |
| NM    | Terry McHugh        | Irland         | ogV       | x              | x              | x              |

## Finale
9. August 2002
| Platz | Name             | Nation         | Resultat (m) | 1. Versuch (m) | 2. Versuch (m) | 3. Versuch (m) | 4. Versuch (m)                         | 5. Versuch (m)                         | 6. Versuch (m)                         |
| 1     | Steve Backley    | Großbritannien | 88,54        | 86,29          | 83,94          | 86,37          | 84,05                                  | 88,54                                  | 84,76                                  |
| 2     | Sergei Makarow   | Russland       | 88,05        | 88,05          | 85,78          | 85,76          | x                                      | 86,31                                  | x                                      |
| 3     | Boris Henry      | Deutschland    | 85,33        | 82,23          | 85,10          | 83,71          | x                                      | 85,33                                  | 80,99                                  |
| 4     | Ēriks Rags       | Lettland       | 84,07        | 84,07          | x              | x              | 82,43                                  | x                                      | 83,95                                  |
| 5     | Raymond Hecht    | Deutschland    | 83,95        | 83,95          | 83,75          | x              | x                                      | 83,30                                  | 80,49                                  |
| 6     | Alexander Iwanow | Russland       | 82,66        | 77,76          | 82,17          | 82,66          | 82,26                                  | 80,69                                  | 82,57                                  |
| 7     | Dariusz Trafas   | Polen          | 80,37        | 79,51          | x              | 77,86          | 80,37                                  | x                                      | 80,09                                  |
| 8     | Aki Parviainen   | Finnland       | 78,92        | 78,91          | x              | x              | 74,57                                  | x                                      | 78,92                                  |
| 9     | Harri Haatainen  | Finnland       | 78,27        | x              | x              | 78,27          | nicht im Finale der besten acht Werfer | nicht im Finale der besten acht Werfer | nicht im Finale der besten acht Werfer |
| 10    | Mick Hill        | Großbritannien | 76,12        | 76,12          | x              | x              | nicht im Finale der besten acht Werfer | nicht im Finale der besten acht Werfer | nicht im Finale der besten acht Werfer |
| NM    | Jan Železný      | Tschechien     | ogV          | x              | x              | x              | nicht im Finale der besten acht Werfer | nicht im Finale der besten acht Werfer | nicht im Finale der besten acht Werfer |
| NM    | Ari Pakarinen    | Finnland       | ogV          | x              | x              | x              | nicht im Finale der besten acht Werfer | nicht im Finale der besten acht Werfer | nicht im Finale der besten acht Werfer |

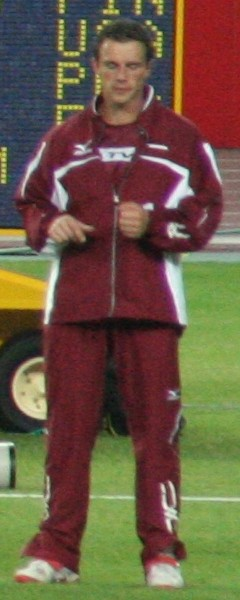
Ēriks Rags erreichte Platz vier
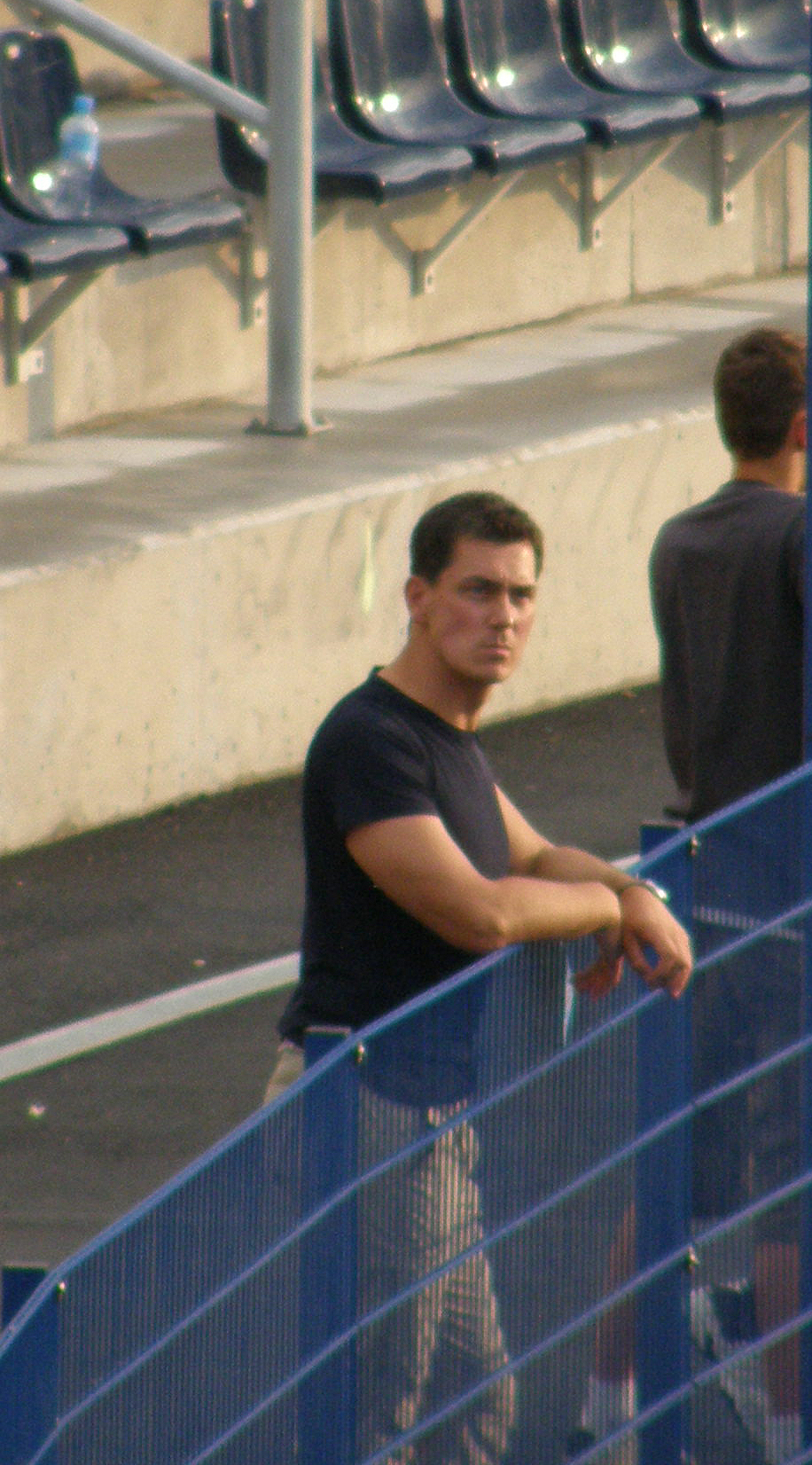
Dariusz Trafas kam auf den siebten Platz
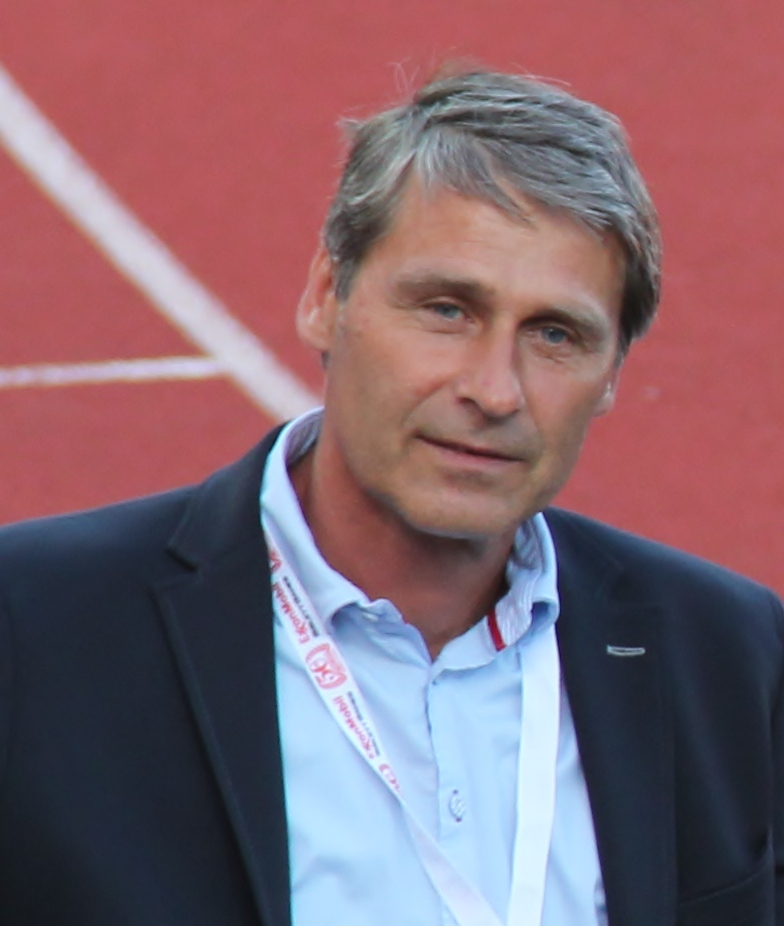
Jan Železný, jeweils dreimal Olympiasieger und Weltmeister sowie Weltrekordinhaber, blieb in diesem Finale allerdings ohne gültigen Wurf

## Videolinks
- 2002 European Athletics Championships men's javelin throw final, youtube.com, abgerufen am 21. Januar 2023
- Steve Backley Wins Fourth Consecutive Javelin Title, youtube.com, abgerufen am 21. Januar 2023
- Ēriks Rags (Latvia) javelin European Championships 2002 Munich, youtube.com, abgerufen am 21. Januar 2023